# Patmos (gmina)
Patmos (gr. Δήμος Πάτμου, Dimos Patmu) – gmina w Grecji, w administracji zdecentralizowanej Wyspy Egejskie, w regionie Wyspy Egejskie Południowe, w jednostce regionalnej Kalimnos. W jej skład wchodzi między innymi wyspa Patmos. Siedzibą gminy jest Patmos. W 2011 roku liczyła 3047 mieszkańców.